# خطوط جرمانيا الجوية
خطوط جرمانيا الجوية (بالإنجليزية: Germania)‏، هي شركة طيران ألمانية خاصة، يقع مقرها الرئيسي في برلين، آخر الاحصائيات ذكرت أن الشركة تشغل حوالي 600 شخص في عام 2010.

## تاريخ
تم إنشاء الشركة عام 1978، تحت اسم سبسيال إير ترونسبور (SAT)، وفي عام 1986 تم تسمية الشركة باسم جرمانيا
في عام 1998، بدأت الشركة في استخدام طائراتها للإعلان في ألمانيا (شمل المعلنين سيمنز ومنظمي الرحلات السياحية المختلفة). في العام نفسه، بدأت الشركة بإيجار طائراتها لشركات الطيران الأخرى مثل خطوط دلتا الجوية.

## وصلات خارجية
- الموقع الإلكتروني